# Avenida Ministro Edgar Romero

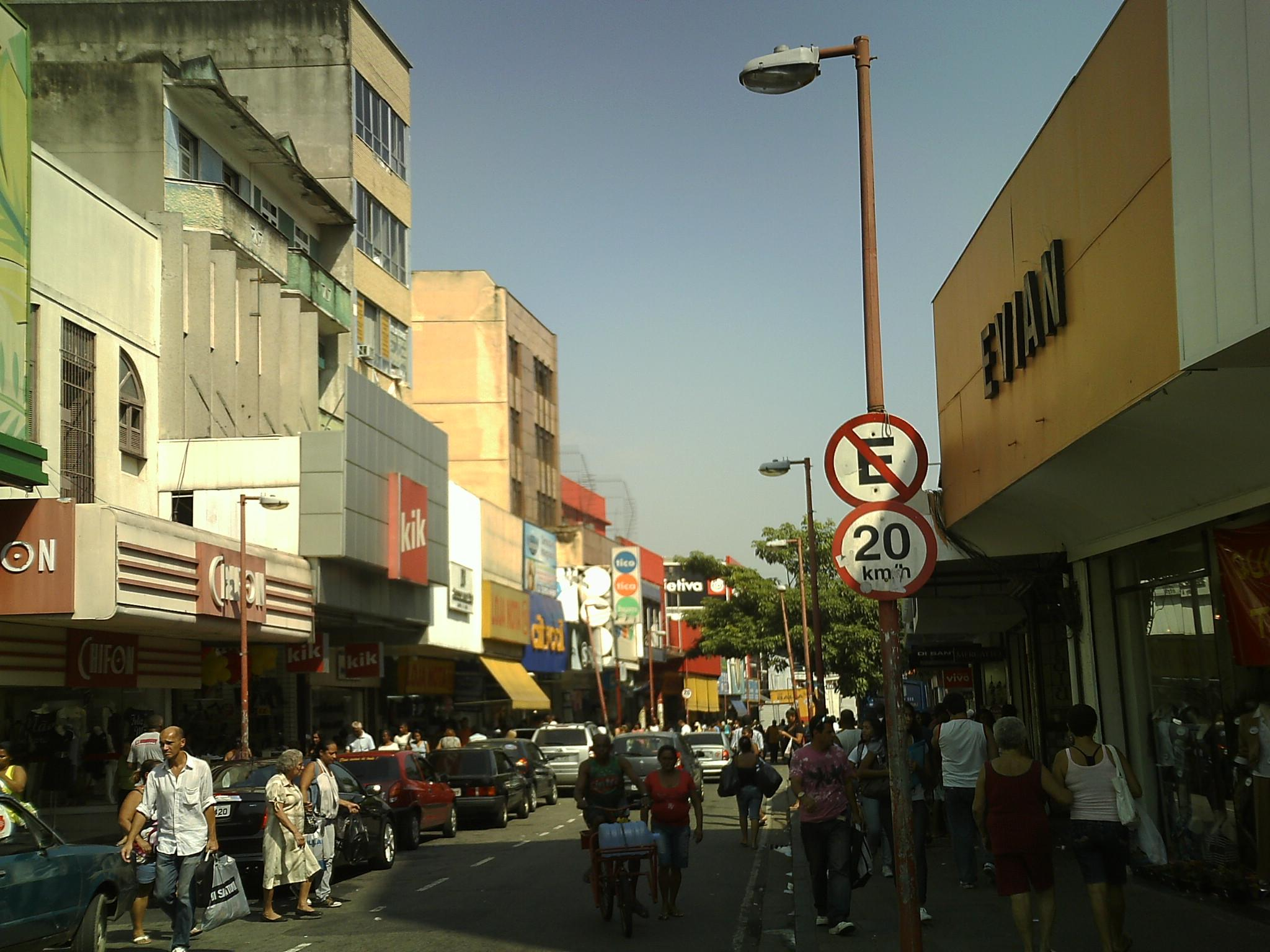
Avenida Ministro Edgar Romero, em 2010.

A Avenida Ministro Edgar Romero é um importante logradouro do subúrbio (Zona Norte) do Rio de Janeiro.
Com aproximadamente três quilômetros de extensão, tem início na esquina com a Rua Carolina Machado, no bairro de Madureira, terminando no Largo de Vaz Lobo (que fica na confluência das avenidas Monsenhor Félix e Vicente de Carvalho) no bairro de Vaz Lobo, sendo a principal via de ligação com a região de Irajá e Penha.
Na avenida estão situadas a escola de samba Império Serrano e o Colégio Carmela Dutra. Também é famosa por ser um ponto comercial importante, principalmente na área próxima à Estrada do Portela, como o Mercadão de Madureira (há também uma entrada/saída pela Rua Conselheiro Galvão).
A prefeitura do Rio de Janeiro implantou na avenida a TransCarioca, um sistema de transportes baseado no modelo de Curitiba e Bogotá, com ônibus articulados em pistas exclusivas.